# Uusküla (Rapla)
Pour les articles homonymes, voir Uusküla.
Uusküla est un village de la commune de Rapla du comté de Rapla en Estonie.
Au 31 décembre 2011, il compte 372 habitants.